# Clos de la Platière
 (novembre 2021).
Le clos de la Platière est un manoir situé sur la commune de Theizé, dans le département français du Rhône.

## Historique
Le manoir est vraisemblablement construit au XVIe siècle puis restauré au XVIIIe siècle[réf. souhaitée].
Manon Roland et son mari Jean-Marie Roland de La Platière, figures de la Révolution française, y habitent entre 1780 et 1789.
Le manoir est inscrit aux Monuments historiques depuis 1974 pour ses façades et ses toitures, son escalier intérieur et sa cheminée avec son trumeau du boudoir au premier étage.